# Hermes (shuttle)

Disegno dello Shuttle Hermes. (Foto: ESA)

Hermes era il nome di un progetto di mini-shuttle sviluppato dall'Agenzia Spaziale Europea che esternamente sembrava molto simile al progetto statunitense X-20. Il progetto iniziò nel novembre del 1987 ed era previsto il primo lancio nel 1995. Nel 1993 venne terminato il progetto dato che le mutate condizioni politiche e finanziarie avevano reso superata l'idea. Nessun Hermes è mai stato costruito.

## Configurazione
Hermes doveva essere montato in cima ad un modulo di servizio montato sul lanciatore Ariane 5 e da questo lanciato. Il mezzo complessivo era quindi diviso in due parti: lo shuttle e il modulo di servizio. Raggiunta la quota di sgancio il modulo di servizio si sarebbe staccato permettendo all'Hermes di entrare in orbita mentre il modulo di servizio sarebbe rientrato nell'atmosfera.
Con questa configurazione lo shuttle era in grado di trasportare tre astronauti e 3.000 kg di carico utile in un ambiente pressurizzato. In totale il modulo a pieno carico sarebbe pesato 21.000 kg, il massimo carico lanciabile da un razzo Ariane 5.

## Sviluppo
Per garantire un accesso autonomo allo spazio alla fine degli anni ottanta l'agenzia spaziale francese CNES spinse gli altri paesi ad avviare il progetto di un mini-shuttle europeo sulla scia dei progetti statunitensi e sovietici. L'Agenzia Spaziale Europea avviò il progetto chiamato Hermes nel novembre del 1987. Si era previsto di utilizzare Hermes per servire una piccola stazione spaziale il cui primo lancio si sarebbe realizzato nel 1998 (dai cui progetti venne sviluppato il modulo della Stazione spaziale internazionale Columbus).
Hermes venne sviluppato in due fasi
- Fase 1:Studio e pre-sviluppo Questa fase doveva essere terminata entro il 1990. Inizialmente i progetti prevedevano un velivolo in grado di accogliere 6 astronauti e 4.550 kg di carico utile. Dopo il disastro dello Space Shuttle Challenger si decise di includere nello shuttle la possibilità di eiettare gli astronauti in modo da fornirgli una possibilità di salvezza in caso di incidente. Si decise perciò di includere i sedili in una capsula completamente eiettabile per consentire agli astronauti l'abbandono di Hermes in caso di incidenti a più di 28 km di quota. Questa nuova scelta tecnica ridusse i posti disponibili da 6 a 3. Il carico utile venne ridotto a 3.000 kg.

Hermes non avrebbe potuto dispiegare oggetti in orbita dato che la zona cargo non disponeva di un portellone apribile nello spazio: tale possibilità venne scartata per il peso eccessivo che comportava, oltre che per il maggior costo e le maggiori complicazioni tecniche per realizzarlo.
Inizialmente Hermes doveva essere totalmente riutilizzabile (per almeno 30 lanci) ma problemi sorti durante lo sviluppo del vettore hanno spinto gli ingegneri a sviluppare il lanciatore in modo che Hermes sfruttasse il modulo aggiuntivo di servizio per poter ottenere la spinta supplementare necessaria ad entrare in orbita. Tale modulo, avendo a quel punto esaurito le sue funzioni, sarebbe stato abbandonato dallo shuttle a cui era agganciato prima che l'Hermes entrasse nello spazio.
La fase 1 non venne completata che verso la fine del 1991, ma nello stesso periodo il clima politico stava cambiando notevolmente. La cortina di ferro era caduta e la guerra fredda era al termine. Come risultato l'ESA decise di prendersi un anno di riflessione per decidere se era ancora necessaria la costruzione dell'Hermes da soli in ambito europeo oppure se i nuovi potenziali partner avrebbero potuto fornire soluzioni alternative o condividere i costi per proseguire la ricerca insieme.
Ufficialmente la fase 1 venne completata verso la fine del 1992 dopo un anno di tali riflessioni.
- Fase 2: Sviluppo finale, costruzione & operazioni preliminari. Questa fase non è mai stata avviata dato che l'ESA e la Russian Aviation and Space Agency (RKA) avevano firmato un accordo di collaborazione e cooperazione per lo sviluppo dei nuovi lanciatori e del sostituto della stazione spaziale Mir. Problemi economici impedirono alla RKA di partecipare allo sviluppo del lanciatore Ariane 5. Intanto la maggior parte delle esigenze dell'ESA prevedevano l'utilizzo di mezzi di trasporto a forma di capsule e non a forma di aliante come l'Hermes. Inoltre anche i piani congiunti ESA/RKA prevedevano mezzi di trasporto tipo capsula.

Quando l'ESA e la Russia si unirono alla NASA per costruire la Stazione spaziale internazionale fu chiaro che l'Europa non aveva più una necessità immediata di costruire un proprio Shuttle potendo utilizzare quello di proprietà NASA e le navicelle Soyuz russe. Viste le mutate condizioni l'ESA decise di abbandonare il progetto Hermes e nessun componente dello shuttle europeo venne mai costruito.

## Partner
Le compagnie principalmente coinvolte nello sviluppo erano la Aerospatiale e la Dassault, entrambi francesi. Arianespace costruiva il lanciatore Ariane 5 e quindi era vista come candidato naturale per la costruzione e gestione delle infrastrutture dell'Hermes anche se nessun contratto venne mai firmato.

## Futuro
Il futuro dei mezzi spaziali europei nei primi anni duemila si è chiamato progetto Hopper, sviluppato sperimentalmente come Phoenix della EADS SPACE Transportation, DLR ed ESA.
Inoltre è stata annunciata una cooperazione con i Russi, poi interrotta, per la realizzazione del Kliper, un velivolo tipo shuttle. Il disegno del Kliper ricorda quello dell'Hermes, infatti è un mezzo riutilizzabile, dotato di ali e con un modulo di servizio da sganciare quando si giunge in orbita. Tuttavia il Kliper è molto più piccolo e non ha un portellone di carico separato.
Il nuovo programma FLPP per l'adozione di un lanciatore di nuova generazione prevede invece lo sviluppo di IXV - Intermediate eXperimental Vehicle che ha volato per la prima volta a gennaio 2015 insieme a Vega, riportando un successo su tutti gli obbiettivi di missione.
Nel settembre del 2022 Arianespace ha annunciato Susie (acronimo di Smart Upper Stage for Innovative Exploration), uno stadio dedicato sia ad equipaggio, sia a cargo, riutilizzabile e compatibile con i vettori Ariane 6.